# Bozorgmehr
Bozorgmehr-e Bokhtagan (in lingua pahlavi: Wuzurgmihr ī Bōkhtagān), noto anche come Burzmihr, Dadmihr e Dadburzmihr; V secolo) è stato un politico persiano, ministro del re sassanide Kavadh I, quindi gran visir del figlio Khosrau I e infine spahbod sotto Ormisda IV.

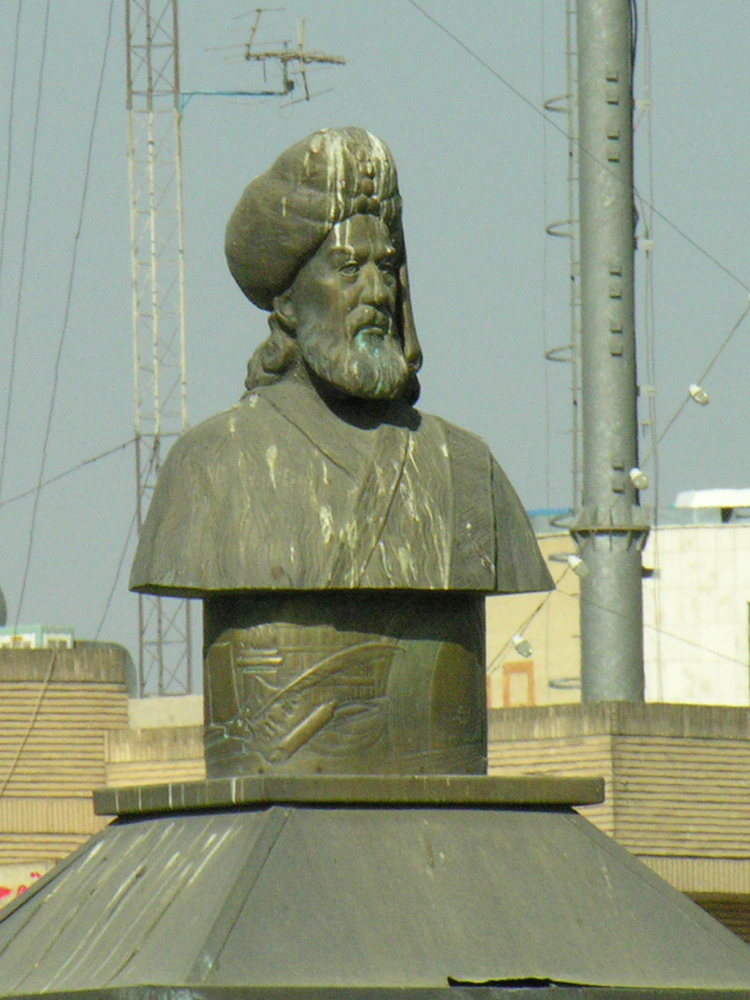
Scultura di Bozorgmehr, in piazza Bozorgmehr, Esfahan, Iran

Secondo fonti persiane e arabe, era un uomo di "eccezionale saggezza e consigliere prezioso". Il suo nome appare in diverse opere importanti in letteratura persiana, soprattutto nello Shahnameh. Lo storico Arthur Christensen ha ipotizzato che Bozorgmehr possa essere la stessa persona di Burzoe il medico, ma studi storiografici di letteratura persiana post sassanida, e analisi linguistiche non concordano con questa ipotesi. Comunque, il termine "Borzūya" può talvolta essere considerato un'abbreviazione di Bozorgmehr.

## Biografia
Bozorgmehr viene menzionato per la prima volta nel 498, come uno dei nove figli del potente nobile Sukhra. Dopo che Kavadh I reclamò il trono sassanide per il suo giovane fratello Djamasp, nominò Bozorgmehr come suo ministro. Dopo la morte di Kavadh, suo figlio, Khosrau I, nominò Bozorgmehr suo gran visir. Durante il regno del figlio di Khosrau, Ormisda IV, Bozorgmehr venne nominato spahbod (comandante delle forze armate) del Grande Khorasan. Secondo Ferdinand Justi, Bozorgmehr venne poi ucciso per ordine di Ormisda IV.

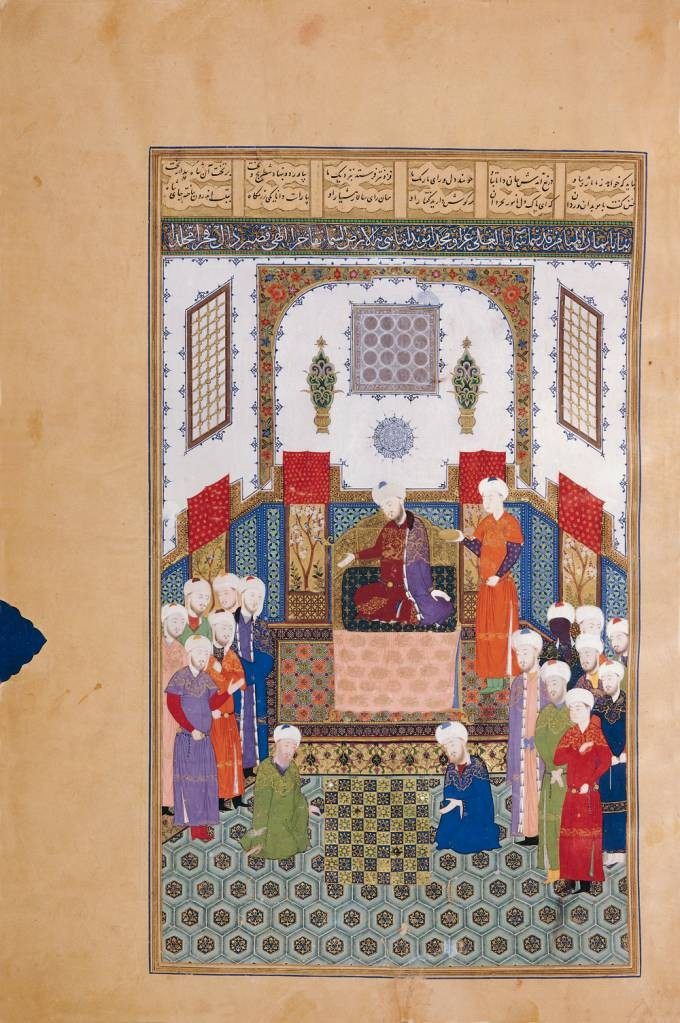
IL gran visir Bozorgmehr gioca a scacchi con un ambasciatore dell'India.

Un primo accenno a Bozorgmehr si trova su Aydāgār ī Wuzurgmihr, nel quale viene chiamato argbed — titolo di grado elevato all'epoca dell'impero sassanide. In altre fonti, altra menzione si trova più tardi su Shahnameh, su Ḡorar di  Ṯaʿālebī e Morūj di Masʿūdī.

## Opere
Molti trattati in lingua pahlavi vennero scritti da Bozorgmehr. Il più famoso è Wizārišn ī čhatrang ("Trattato degli scacchi"), noto anche come Chatrang Nama ("Libro degli scacchi"). Ma anche: Ayādgār ī Wuzurgmihr ī Bōxtagān, Ketāb al-zabarj (la versione originale era un commento sull'astrologia di Vettio Valente), Ketāb Mehrāzād Jošnas ("Libro di Mehrāḏar Jošnas") e Ẓafar-nāma ("Libro della vittoria", opera scritta in lingua pahlavi, tradotta poi in persiano moderno da Avicenna.